# 双耳瓶骨龙属
双耳瓶骨龙（学名：Amphorosteus）是沧龙科存疑的一个属，来自晚白垩世的北美洲。它是根据亚拉巴马州发现的两块严重风化的椎骨所描述。